# مستجذرة منغولية
مستجذرة منغولية (الاسم العلمي: Rhizobium mongolense) هي نوع من البكتيريا يتبع جنس المستجذرة من فصيلة المستجذرات.